# Distrito de Independencia (Vilcas Huamán)
El distrito de Independencia es uno de los ocho distritos que conforman la provincia de Vilcas Huamán, ubicada en el departamento de Ayacucho, en el Perú.

## Historia
El principal centro urbano del distrito es Paccha Hualhua ubicado a 3.208 m s. n. m.
El distrito fue creado mediante Ley No, 24469 del 12 de marzo de 1986.

## División administrativa

### Centros poblados
- Urbanos
  - Nuevo Paccha Hualhua, con 610 hab.
- Rurales
  - Upiray, con 189 hab.
  - Yananaco Nuevo, con 157 hab.
  - Occo-Chirura, con 120 hab.

## Autoridades

### Municipales
- 2019 - 2022[2]
  - Alcalde: Rodeliy Urquizo Quispe, de Movimiento Regional Gana Ayacucho.
  - Regidores:

  1. John Richard Lizarbe Cucho (Movimiento Regional Gana Ayacucho)
  2. Modesto Palacios Montes (Movimiento Regional Gana Ayacucho)
  3. Áurea Peralta Rivera (Movimiento Regional Gana Ayacucho)
  4. Wilson Zevallos Noa (Movimiento Regional Gana Ayacucho)
  5. Efraín Tiburcio Oropeza Flores (Qatun Tarpuy)

Alcaldes anteriores
- 2007 - 2010: Amancio Alfaro Peralta.
- 2011 - 2014: Francisco Cucho Ramirez
- 2015 - 2018: Isabelino Ramirez